# Meg Tilly
Meg Tilly (n. Margaret Elizabeth Chan; 14 februarie 1960) este o actriță și scriitoare canadiano-americană. Pentru rolul din filmul Agnes, aleasa lui Dumnezeu (1985) a câștigat un Glob de Aur și a fost nominalizată la Premiul Oscar pentru cea mai buna actriță. A mai jucat în Psycho II (1983), The Big Chill (1983), Masquerade (1988), și Valmont (1989). Tilly a scris șase romane, printre care și Porcupine (2007), care a fost finalist al premiului Sheila A. Egoff pentru literatura pentru copii. Ea este sora mai mică a actriței Jennifer Tilly.

## Viața timpurie
Tilly s-a născut în Long Beach, California, ca fiica lui Patricia Ann (născută Tilly), o profesoară și afaceristă canadiană și Harry Chan, cantonez american. Mama sa avea origini irlandeze și finlandeze.
În urma divorțului părinților ei, atunci când ea avea trei ani, Tilly a fost crescut de mama și tatăl ei vitreg, John Ward, pe insula Texada din Columbia Britanică. Ea a susținut mai târziucă Ward a fost un pedofil violent. La vârsta de 12 ani, Tilly a început să ia lecții de dans, în parte pentru a-și evita tatăl vitreg, și în câțiva ani a devenit o balerină.

## Legături externe
- Site web oficial
- Meg Tilly la Internet Movie Database